# اختبار معرفي
الفحوصات أو الاختبارات المعرفية هي تقييماتٌ للقدرات المعرفية للبشر والحيوانات. تتضمن الاختبارات التي تُجرى على البشر أشكالًا مختلفةً من اختبارات الذكاء؛ وتشمل اختبار المرآة (اختبار الوعي البصري الذاتي) واختبار المتاهة T (الذي يختبر القدرة على التعلم). تعد هذه الدراسة مهمةً للأبحاث العلمية المُتعلقة بفلسفة العقل وعلم النفس، وكذلك تحديد الذكاء البشري والحيواني.
نشأت الاختبارات المعرفية الحديثة من خلال عمل جايمس ماكين كاتل الذي صاغ مصطلح «الاختبارات العقلية». وقد تابعوا تطوير فرانسيس غالتون في الاختبارات الفيزيائية والفيزيولوجية. قام غالتون مثلًا بقياس قوة القبضة والطول والوزن، كما أسس «مختبر الأنثروبومترية» في ثمانينيات القرن التاسع عشر، حيث دفع المستفيدون مقابل قياس السمات الفيزيائية والفسيولوجية. كان لقياسات غالتون تأثيرٌ هائلٌ على علم النفس. واصل كاتيل نهج القياس بقياسات بسيطةٍ للإدراك. تم التخلي عن اختبارات كاتيل في نهاية المطاف لصالح نهج اختبار البطارية الذي طوره ألفريد بينيه.

## قائمة الاختبارات البشرية
- اختبارات الاستقراء
- نسبة الذكاء[1]
  -     - ذاكرة عاملة
    - عمر عقلي
    - مصفوفات ريفن المتتابعة[2]
    - مقياس وكسلر لذكاء البالغين[3]
    - مقياس وكسلر لذكاء الأطفال[4]
    - مقياس وكسلر الأولي وما قبل المدرسي للذكاء[5]
- اختبارات نظرية بياجيه في التطور المعرفي
  - انحياز معرفي
  - متعدد الاختيارات[6]
- التقييم القائم على الإجماع [الإنجليزية]
  - تنظيم المعرفة[7]
  - هرم المعلومات
- ذاكرة
  - ذاكرة أيقونية
  - ذاكرة طويلة الأمد
  - ذاكرة قصيرة الأمد
  - ذاكرة دلالية
  - ذاكرة عرضية
  - ذاكرة بصرية قصيرة المدى [الإنجليزية]
  - ذاكرة عاملة
- سيكولوجية الذات
  - تقييم ذاتى [الإنجليزية] للذكاء
  - اختبار المرآة
  - اختبار المرآة
  - إدراك الإدراك
  - اختبار سالي-آن[8]
- تفكير